# ノーマン・ビンステッド
ノーマン・ビンステッド（Norman Spencer Binsted、1890年10月2日 - 1961年2月21日）は、カナダ生まれの米国聖公会アメリカ人宣教師、言語学者。日本聖公会東北地方部初代主教、聖路加国際病院理事長、聖路加女子学院（現・聖路加国際大学）理事長、立教学院理事を務め、後にフィリピンで奉仕した。

## 人物・経歴
1890年、カナダのトロントで父・トーマス・ウィリアム・ビンステッド（Thomas William Binsted）と母・アン・モニエ（Ann Monnier）の間に生まれる。1901年に家族でアメリカに移住し、1904年に帰化した。
ケンタッキー州ユニオンタウンのセント・ジョンズ大学とバージニア神学校を卒業。その後、ニューヨークのコロンビア大学と英国のロンドン大学でも学び、バージニア神学校で神学博士号を取得。後にバージニア神学校と総合神学校（General Theological Seminary）はビンステッドに名誉学位を授与している。
1915年に聖公会執事に按手されて来日し、1916年に日本で司祭となった。
秋田や青森で伝道したあと、1920年に東京へ異動し、聖路加病院で病院付き牧師（チャプレン）として伝道活動を始める。
1923年、関東大震災で、築地の聖三一大聖堂が倒壊すると、ビンステッドは別の場所に大聖堂を再建するために尽力した。新しい聖三一大聖堂と会館は1927年に青山に完成した。同聖堂は従来の煉瓦造でなく耐震性のある鉄筋コンクリート造で、会館とともに東京教区会館としても使用された。
また、ビンステッドは、新聖堂のためのオルガンの手配も行った。オルガンの細かい仕様調整は、立教大学でも教え、パイプオルガン技師であったエドワード・ガントレットが行った。
1925年には、ジョン・マキム主教とともに、日本のYMCA再建で活躍した後、帰国しようとしていたポール・ラッシュに立教大学の教授に着任するよう要請し、ラッシュは教授職に抜擢されることとなった。
1928年に、ビンステッドはワシントンで主教（当時・監督）に聖別され、1929年に日本聖公会東北地方部初代主教となった。
同1929年、ビンステッド主教の司式で盛岡聖公会の新礼拝堂の聖別式が挙行される。
1935年11月には、ジョン・マキムの後任として聖路加女子学院（現・聖路加国際大学）の理事長となり、1938年4月まで務めた。1936年10月には聖路加国際メディカルセンター（現・聖路加国際病院）の理事長となり、同じく1938年4月まで務めた。
また、1937年4月1日より立教大学の新学長に遠山郁三を迎えることが、前年11月30日に開催された立教学院理事会で「満場賛成」で可決・決定しているが、その経緯の中で、立教学院理事を務めていたビンステッドは「木村博士の後任として名前が挙がっている人々の中で、遠山博士ほどその任にふさわしい人はいない」と、米本国へ書き送っている。
1940年まで東北地方部主教を務めることとなるが、第二次大戦が始まり、1940年に日本を離れることを余儀なくされ、フィリピンへ異動した。
1942年にフィリピン教区の聖公会主教に選出され、退任する1957年まで主教を務めた。
ビンステッドは、第二次大戦中にフィリピンで数回日本軍に抑留されたが、長期に渡って、マニラのセント・メアリ―＆セント・ジョン大聖堂でも礼拝が許可された。1度目の監禁を終えて釈放された時に、ビンステッドは日本の役人に、「もし、自分がプロパガンダ目的で利用されるのであれば、抑留を好む。」と語り、宗教活動を続けるために釈放されたとも言われている。
また、捕虜を支援した功績により陸軍元帥ダグラス・マッカーサーから自由勲章を受章した。
退任後、米国へ戻り、ノースカロライナ州バット・ケイヴとワシントンD.C.に家を持っていた。
ビンステッドは数カ月間の闘病の末、ノースカロライナ州ヘンダーソンビルのマーガレット・パーディー病院（Margaret Pardee Hospital）で亡くなり、同州バット・ケイヴにある聖公会変容墓地に埋葬された。

## 家族
- 妻はウィリー・モワー・ギブソン・ビンステッド（Willie Mower Gibson Binsted）

### ビンステッド主教記念ホール
日本聖公会東北教区主教座聖堂の仙台基督教会の2階にある記念ホール

### 郡山聖ペテロ聖パウロ教会
1931年に、ビンステッドの指導の下で、ゴシック形式の強化コンクリート造りの郡山聖ペテロ聖パウロ教会現聖堂が起工し、翌年2月24日竣工した。設計は、ガーディナー事務所で設計を学んだ後、東京で上林設計事務所を開設した上林敬吉が手掛けた。